# Савонлиннская художественная гимназия
Савонлиннская художественная гимназия (фин. Savonlinnan Taidelukio) — учебное заведение второй ступени среднего образования в городе Савонлинна (Финляндия) с программами специального образования в области музыки, изобразительного искусства и театра.

## История
Художественная гимназия начала свою работу в 1967 году. В первые годы после основания было доступно только направление изобразительного искусства, но в 1979 году открылось музыкальное, оперное и театральное направление. В октябре 2017 года Национальный совет по оценке образования и Министерство образования и культуры Финляндии признали художественную гимназию Савонлинны лучшим в стране художественным учебным заведением среднего звена.

## Образование
Гимназия является общеобразовательным учреждением, по его окончании учащийся получает аттестат средней школы, позволяющий продолжать обучение в высших учебных заведениях. Гимназисты, помимо предметов общей образовательной программы, изучают разные виды искусств. На них уходит около трети учебного времени. Согласно учебному плану средней школы, гимназист должен пройти по крайней мере 75 курсов, чтобы окончить обучение за 2-4 года. Как правило, учебная программа гимназии укладывается в три года. Гимназисты отбираются на основе вступительных экзаменов и зачисляются на отделение изобразительного искусства или отделение музыки.
Художественная гимназия города Савонлинна, при поддержке своих партнеров, может предоставить студентам стипендии. Для получения стипендии необходимо продемонстрировать успехи в художественной или музыкальной областях, а также хорошую общую успеваемость.

### Музыкальное отделение
На музыкальном отделении (фин. musiikkilinja) гимназисты изучают классическую музыку, джаз, рок и народную музыку. На отделении есть программа обучения оперному и музыкальному театральному искусству, на которую ежегодно набирают группу студентов. Все гимназисты музыкального отделения осваивают игру на инструменте или пение. Также в лицее есть возможность играть в различных музыкальных ансамблях. В школе есть музыкальный коллектив народного пения, рок- и джаз-ансамбли и хор. Многие из выпускников отделения становятся профессионалами.

### Отделение изобразительного искусства
После зачисления у учащегося отделения изобразительного искусства (фин. kuvataidelinja) есть возможность выбрать специализацию. В учебном заведении имеется четыре таких направления: общее изобразительное искусство, прикладное изобразительное искусство, графический дизайн и пространственное планирование, медиа. История искусств является обязательным предметом для каждого студента. Гимназисты этого отделения имеют возможность участвовать в различных мастер-классах и кружках, например, по текстилю, швейному делу, фотографии, керамике, металлографике и кинематографу. Общими для всех гимназистов этого отделения являются основы эстетического выражения и история искусств. Каждый гимназист должен выбрать один углубленный курс по какому-нибудь виду искусства и пройти несколько мастер-классов.
Чтобы поступить в гимназию, учащийся должен принять участие во вступительном экзамене. Тест должен показать достаточные доказательства художественной мотивации и наличие у абитуриента базовых художественных навыков. Наиболее ярким событием в лицее является весенняя выставка выпускных работ с прилагающимся портфолио.

### Театр-студия
В гимназии работает театральная школа-студия, в которой можно научиться актерскому мастерству. Театральные курсы могут быть выбраны как учащимися музыкального направления, так и гимназистами со специализацией на изобразительном искусстве. Школьный театр ежегодно ставит спектакли. Другие предметы театрального цикла преподаются штатными или приглашенными преподавателями, специалистами в этой области.
Театральная программа открыта для всех студентов учебного заведения, программа включает также учебные ознакомительные поездки.

## Знаменитые выпускники
- Яни Русикка — художник[2]
- Вилле Лёррёнен — художник[3]
- Тарья Турунен — рок-певица, пианистка, композитор
- Каролиина Каллио — финская певица
- YUP — рок-группа